# Amt Grabow
Amt Grabow – niemiecki związek gmin leżący w kraju związkowym Meklemburgia-Pomorze Przednie, w południowo-wschodniej części powiatu Ludwigslust-Parchim. Siedziba związku znajduje się w mieście Grabow.
Związek powstał 1 stycznia 2005. W skład związku wchodzi trzynaście gmin:
1. Balow
2. Brunow
3. Dambeck
4. Eldena
5. Gorlosen
6. Grabow
7. Karstädt
8. Kremmin
9. Milow
10. Möllenbeck
11. Muchow
12. Prislich
13. Zierzow

## Zmiany administracyjne
1 stycznia 2016 gminę Steesow włączono do miasta Grabow.